# ハンヌマンドゥール
ハンヌマンドゥール（英: Hannu Mandur、ヒンディー語:  हनुमानमंदूर ）は、南アジアで主に行われているとされるチームスポーツ。

## 概要
ハンヌマンドゥールは、インド発祥のチームスポーツであり、2つのチームによる対戦で行われる。各チームには、6人の選手がいる。競技場は、円形で直径20メートル以上であり、真ん中に中央円が描かれている。

## ルール
競技は、ボールを使って行われ、攻撃チームはボールを投げ、守備チームはキャッチすることで攻撃を止める。攻撃チームは、相手陣地にあるポイントにボールを投げることで得点を獲得し、守備チームはそれを防ぐことで失点を防ぐ。
競技の最も大きな特徴として、守備チームは両手を使わずにボールをキャッチすることが義務づけられている点がある。また、攻撃チームは、ボールを持った選手が相手陣地内に入り、敵選手を避けながらボールを投げることができる。
ハンヌマンドゥールは、インド全土でプレイされており、多くの人々に親しまれている。このスポーツは、運動量が多く、技術的な要素も含まれるため、観戦者にも魅力的な競技である。

### 攻撃チーム
攻撃チームは、ボールを投げて得点を獲得することが目的である。攻撃チームは、1人の選手がボールを持ち、相手陣地に入って投げることを試みる。攻撃チームは、最大6人の選手を交代させることができる。
攻撃チームのボールを持った選手は、相手陣地内に入った瞬間から、敵選手が自分にタッチする前にボールを投げる必要がある。ボールを持った選手は、タッチされた場合、ボールを持った状態で自陣に戻らなければならない。
攻撃チームは、ボールを投げる際には、相手選手に触れないようにしなければならない。また、攻撃チームは、ボールを投げる前に、ボールを持っている選手が相手陣地に入っていることを示すために、独特の合図を出すことが義務付けられている。
攻撃チームは、ボールを投げることができる回数に制限がある。ボールを持った選手は、相手陣地内に入った瞬間から、最大30秒以内にボールを投げなければならない。また、攻撃チームは、最大6回までボールを投げることができる。6回目の投球の後、攻撃チームは、自陣に戻ってボールを持った選手を交代しなければならない。
攻撃チームの目的は、相手陣地にあるポイントにボールを投げることで得点を獲得することである。攻撃チームは、相手陣地にあるポイントにボールを投げ、守備チームに阻止されないようにすることが求められる。得点を獲得するためには、攻撃チームは、協力してボールを投げることが必要とされる。

### 守備チーム
守備チームは、ボールを持った攻撃チームの選手をタッチすることで攻撃を止めることが目的である。守備チームは、6人の選手で構成され、各選手は、自分の陣地内で最大3人まで移動することができる。
守備チームの選手は、相手選手をタッチするために、体全体を使って動き回ることが求められる。守備チームは、相手選手に触れないようにしなければならない。また、守備チームは、攻撃チームの合図が出される前に、ボールを持った攻撃チームの選手をタッチすることができる。
守備チームは、攻撃チームがボールを投げた後、ボールをキャッチすることができる。守備チームがボールをキャッチすると、攻撃チームは失点となり、守備チームは攻撃チームと交代する。
守備チームは、攻撃チームのボール投球回数を制限することができる。守備チームは、自分の陣地内で攻撃チームの選手をタッチすることで、攻撃チームのボール投球回数をリセットすることができる。守備チームは、攻撃チームのボール投球回数を制限するために、攻撃チームの選手をタッチし続けることが必要である。
守備チームの目的は、攻撃チームのボール投球を防ぐことである。守備チームは、体全体を使って動き回り、攻撃チームの選手をタッチすることで攻撃を止めることが求められる。守備チームは、攻撃チームの合図が出される前に、ボールを持った攻撃チームの選手をタッチすることができるため、攻撃チームのボール投球を防ぐためには、スピードと正確性が求められる。

### その他のルール
1. キャッチャーは片手でキャッチしなければならない 守備チームの選手は、ボールをキャッチする際、両手を使うことができません。一方、攻撃チームの選手は、ボールを持った状態で相手陣地に進入し、ボールを投げて得点を獲得する必要があります。
2. 攻撃チームはボールを投げる前に発声しなければならない 攻撃チームの選手は、相手陣地に入ってから、ボールを投げる前に、独特の発声をしなければなりません。この発声は、攻撃チームの選手が相手陣地に進入していることを宣言するために必要なものであり、攻撃チームの選手はこの発声を止めずに続けなければなりません。
3. ボール投球回数に制限がある 攻撃チームは、最大6回までボールを投げることができます。6回目の投球の後、攻撃チームは自陣に戻ってボールを持った選手を交代しなければなりません。
4. 守備チームは攻撃チームの投球回数をリセットできる 守備チームは、自分の陣地内で攻撃チームの選手をタッチすることで、攻撃チームの投球回数をリセットすることができます。
5. 各チームには「ライブ」選手と「レスト」選手がいる ハンヌマンドゥールでは、各チームには、ライブ選手とレスト選手がいます。ライブ選手は、フィールドに出場する6人の選手のうち、現在プレイ中の選手のことを指し、レスト選手は、現在プレイ中でない選手のことを指します。ライブ選手が交代するたびに、レスト選手が入れ替わってフィールドに出場します。

### 発声
ハンヌマンドゥールにおける発声は、攻撃チームの選手が相手陣地に進入し、ボールを投げる前に、特定の言葉を発することが求められます。この言葉は、攻撃チームの選手が相手陣地に進入していることを示すものであり、攻撃チームの選手がこの言葉を発さないと、ボールを投げることができません。
発声は、「ドダーイ」という言葉を繰り返すことが一般的ですが、地域によっては異なる言葉を使う場合もあります。この発声は、攻撃チームの選手が相手陣地に進入したことを宣言するものであり、この発声を止めずに続けなければなりません。
発声が必要な理由としては、攻撃チームの選手が相手陣地に進入し、ボールを投げる前に、相手チームの選手にタッチされることを防止するためです。攻撃チームの選手が発声をしなければ、守備チームの選手は攻撃チームの選手をタッチして攻撃を防ぐことができます。

### ミステリータイム
ミステリータイムは、試合終了時間の5分前から始まる時間であり、時間内に特定の条件を満たすことで、チームに追加の得点を与えることができます。ミステリータイムが始まると、観客や選手は興奮し、熱狂的な雰囲気が漂います。
ミステリータイムの条件は、試合によって異なることがありますが、一般的には以下のようなものがあります。
- 攻撃チームが連続してポイントを獲得した場合
- 守備チームが連続して攻撃チームの選手をタッチした場合
- 一定時間内に特定のポイント数を獲得した場合 ・試合の終了時間になる前に、特定のポイント数を獲得した場合

ミステリータイムが始まると、試合の流れは一変し、選手たちはより激しくプレイします。チームは、特定の条件を満たすために、戦略を練り、最後まで全力を尽くします。ミステリータイムが終了すると、チームに追加の得点が与えられ、試合の勝者が決定されます。
ミステリータイムは、ハンヌマンドゥールにおける独自のルールの1つであり、観客や選手にとって、試合をよりエキサイティングにする重要な要素となっています。